# Veilchenblau
 'Veilchenblau'  est un cultivar de rosier grimpant obtenu par le rosiériste allemand Hermann Kiese et introduit au commerce par J. C. Schmidt en 1909. C'est l'un des rosiers les plus vendus au monde grâce à la couleur violette de ses fleurs.

## Description

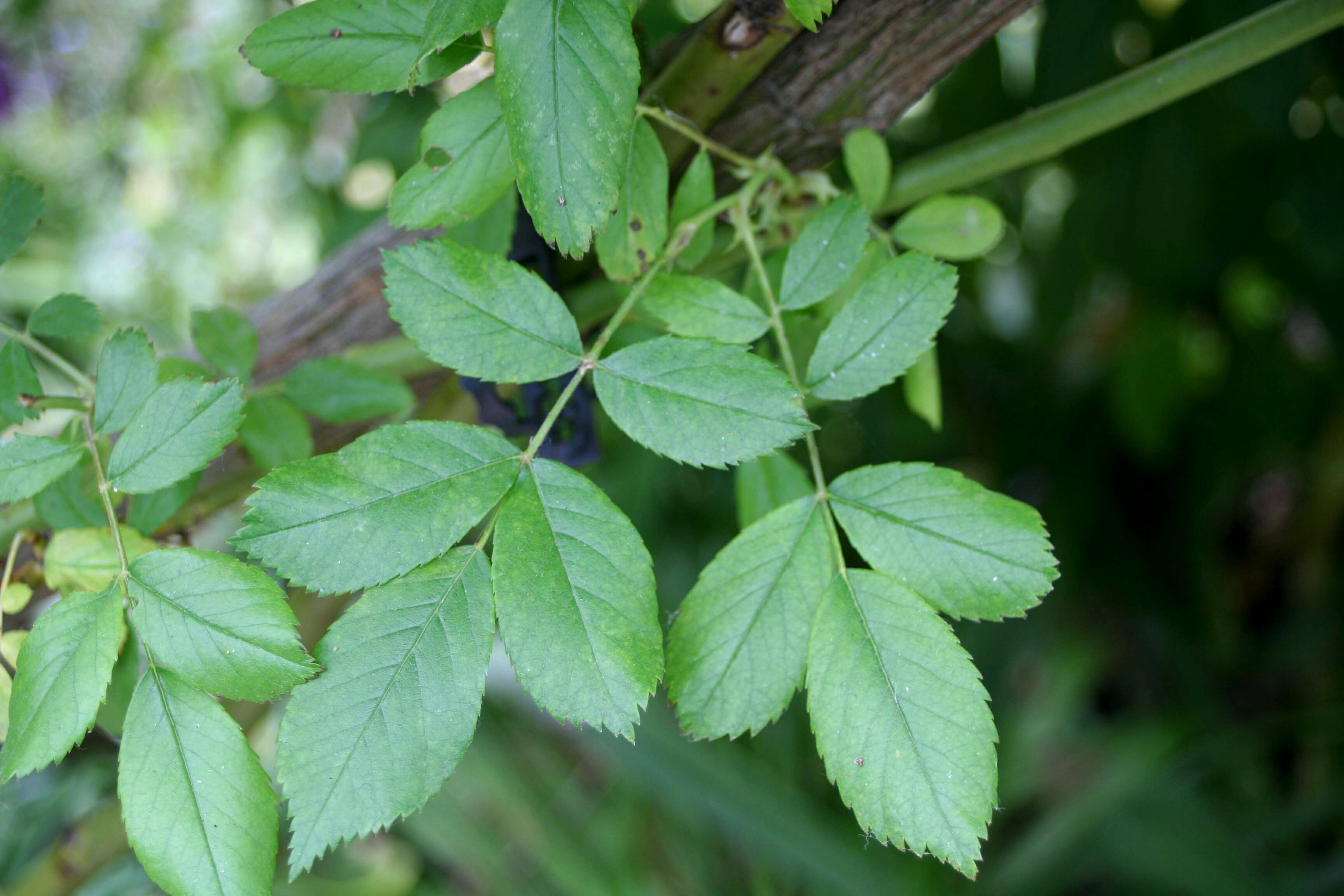
Feuilles

Ce cultivar non remontant est issu du croisement 'Crimson Rambler' × 'Souvenir de Brod'. Le qualificatif veilchenblau, c'est-à-dire « bleu-violet » se réfère à la couleur des pétales, la corolle est en fait plutôt pourpre-violet voire fuchsia virant vers un violet bleuté en fin de floraison avec un centre très clair d'un blanc lumineux renforcé par le jaune des étamines. 
Les tiges ne portent presque pas d'aiguillons. Les feuilles, imparipennées, ont 5-7 folioles ovales acuminées, finement dentées d'un vert frais. C'est un très bon rosier grimpant qui peut atteindre 4 à 5 mètres de haut et prospère aussi à mi-ombre. Il est rustique, peu sensible aux maladies et se propage facilement par boutures et drageonne lorsqu'il est franc de pied.
Les fleurs petites, demi-doubles, légèrement odorantes, sont groupées en bouquets nombreux et sont appréciées des pollinisateurs.

## Ascendance et filiations
Les parents sont issus pour 'Crimson Rambler' d'une lignée originaire du Japon ou de Chine, de parents inconnus, peut-être un hybride de Rosa multiflora × Rosa wichuraiana, et pour 'Souvenir de Brod' peut-être d'un croisement de Rosa setigera × 'Génie de Chateaubriand'
Un sport de 'Veilchenblau', le rosier 'Marie Viaud', aux fleurs plus pleines, sélectionné par Igoult, est apparu en France en 1924.

## Galerie

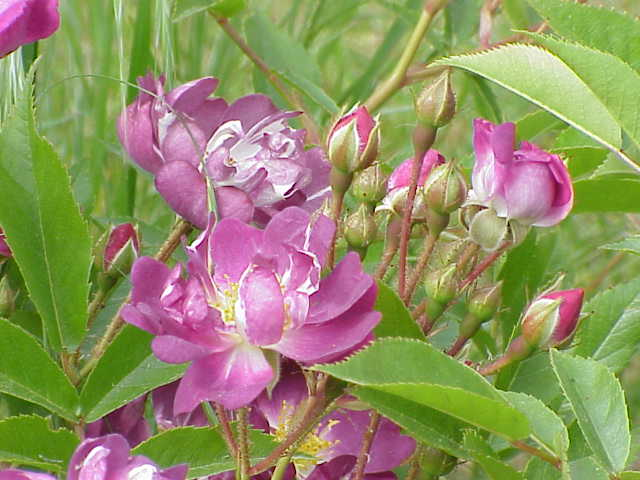
Rosa 'Veilchenblau'
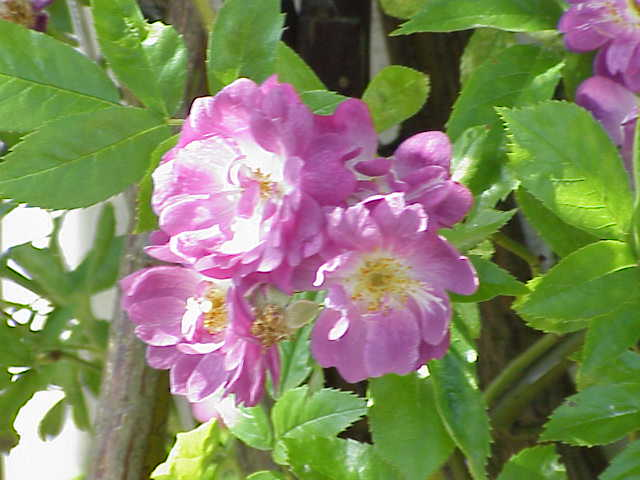
Rosa 'Veilchenblau'
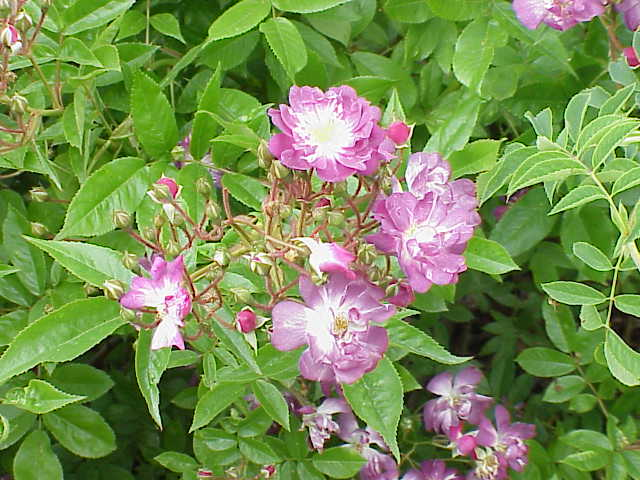
Rosa 'Veilchenblau'
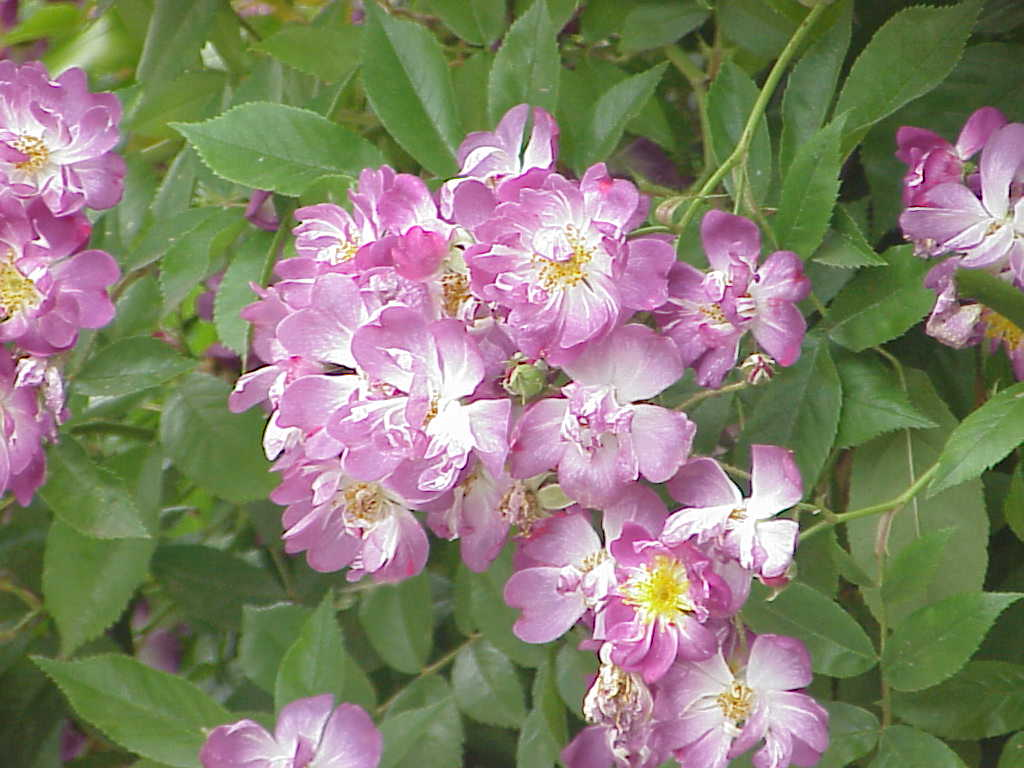
Rosa 'Veilchenblau'
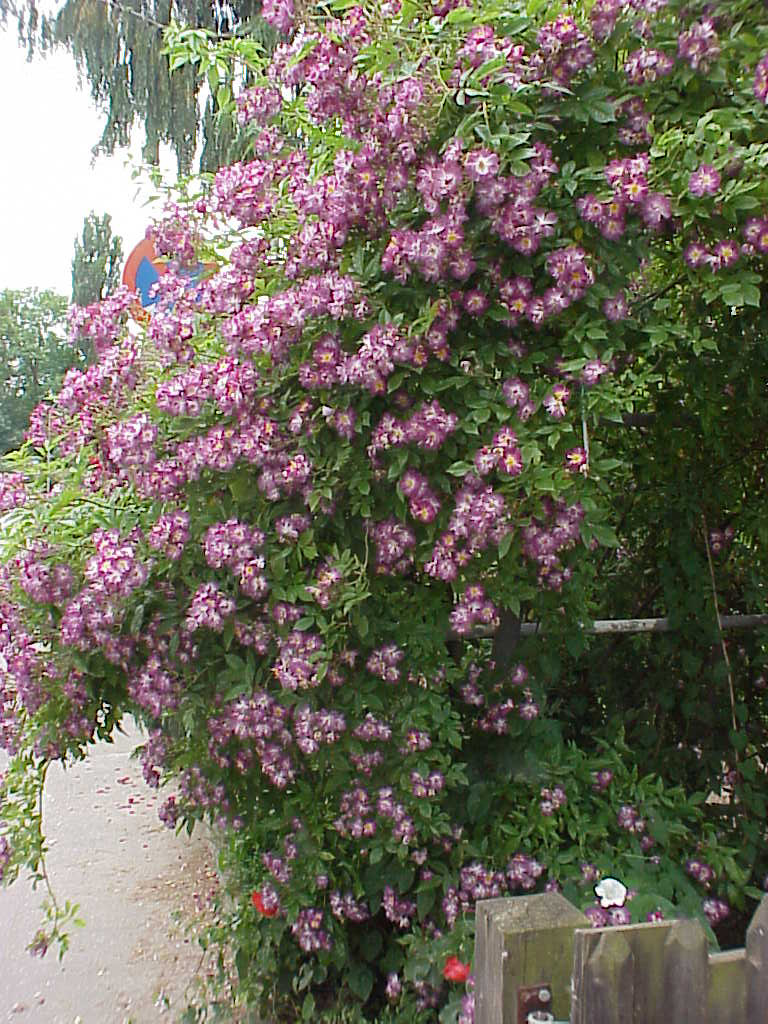
Rosa 'Veilchenblau'
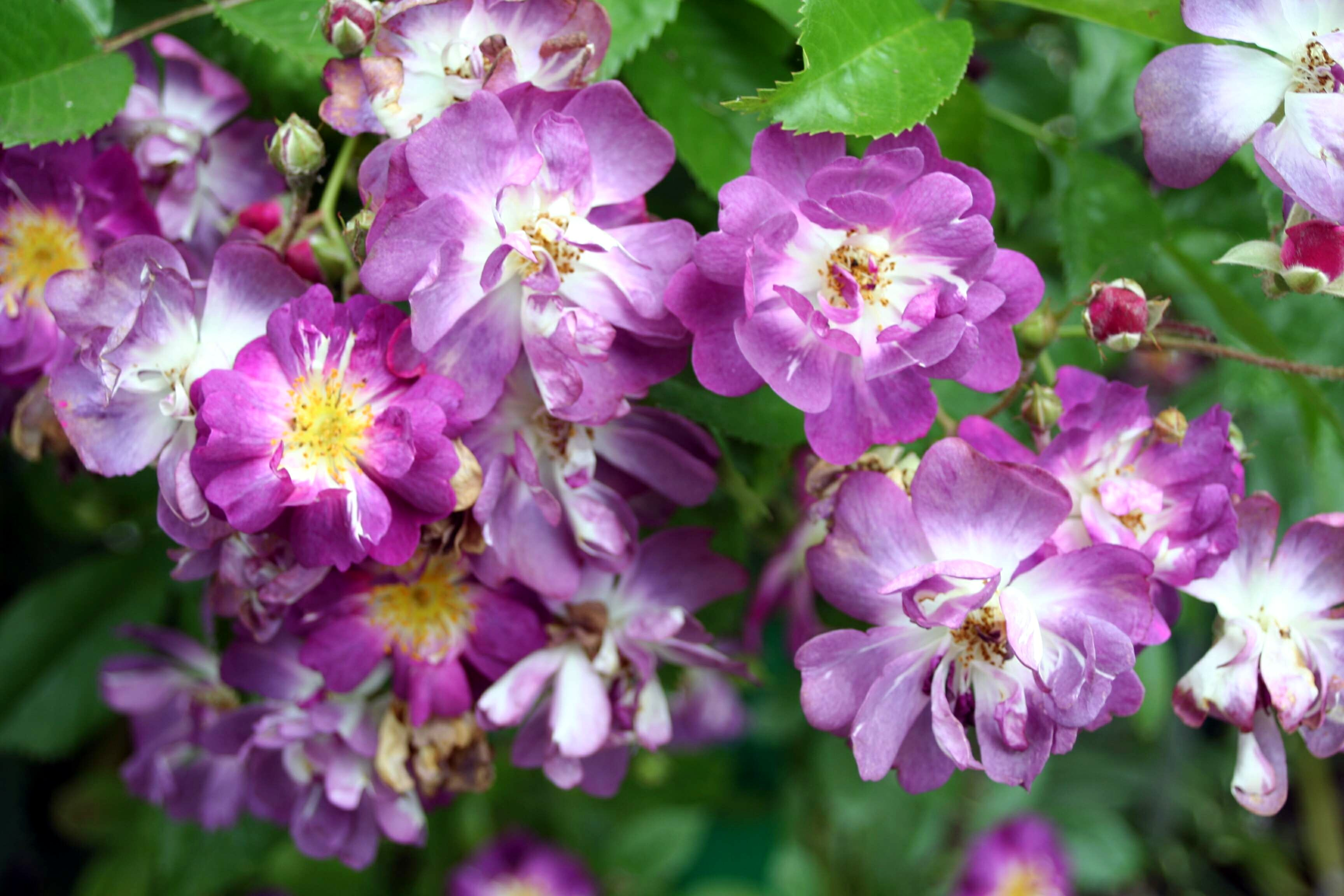
Rosa 'Veilchenblau'
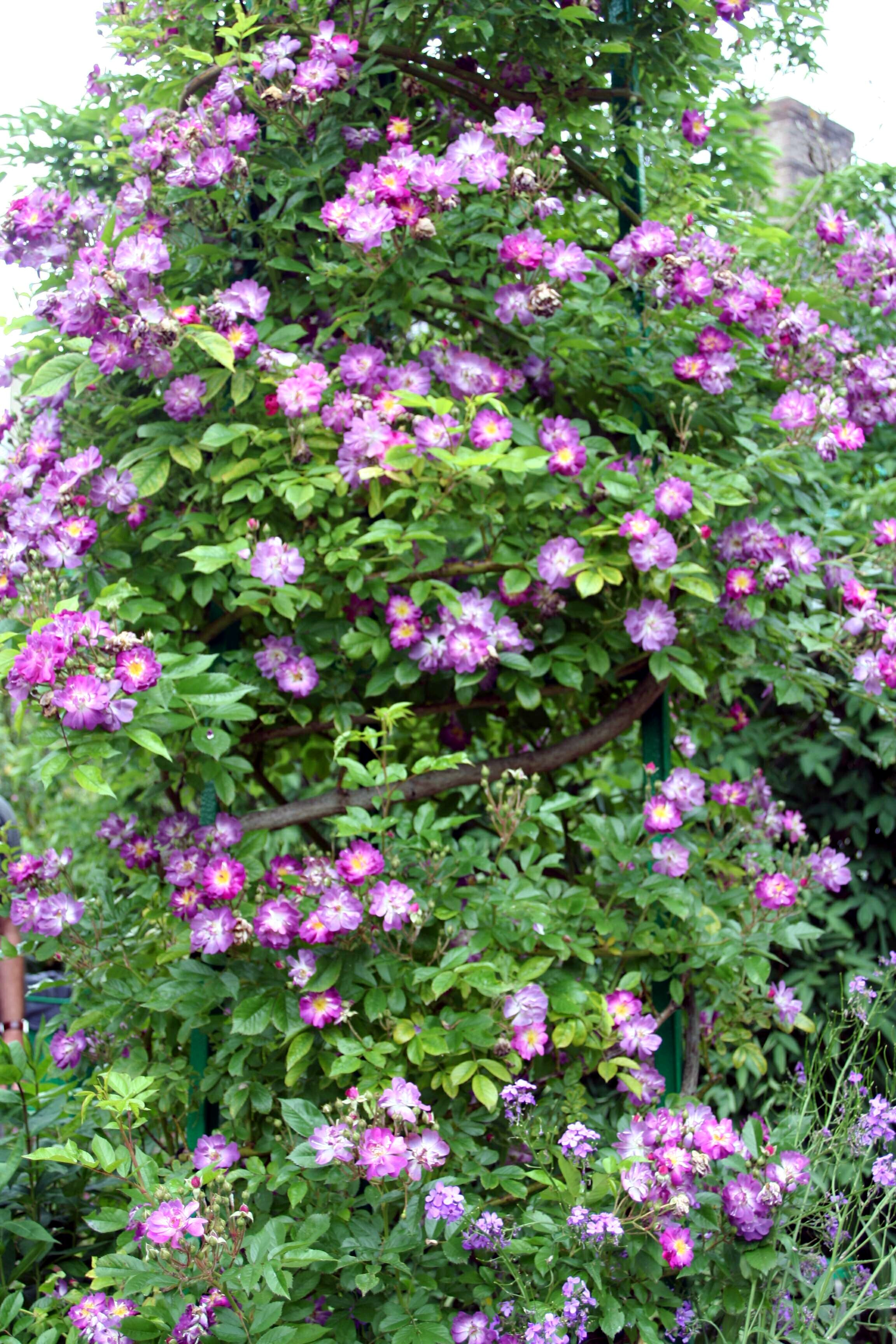
Rosa 'Veilchenblau'
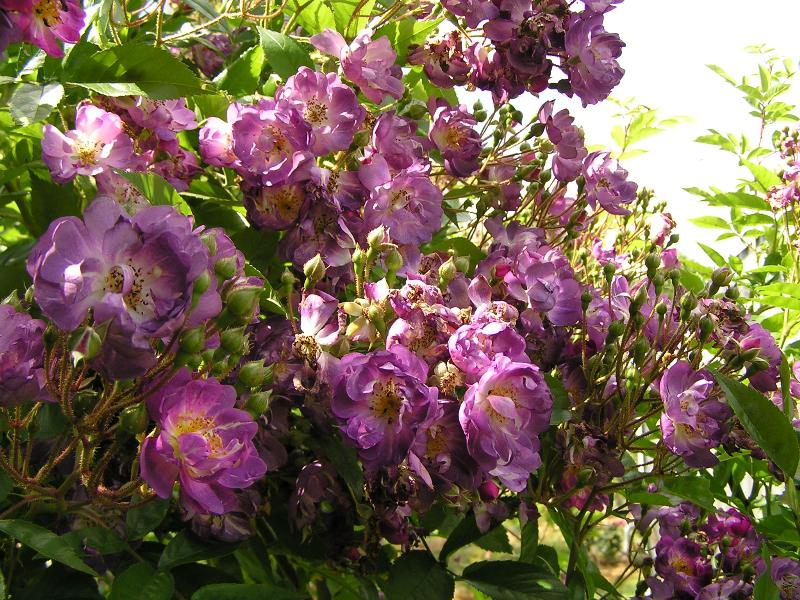
Rosa 'Veilchenblau'